# Tillandsia australis
Tillandsia australis es una especie epifita del género Tillandsia, perteneciente a la  familia Bromeliaceae: se encuentra endémica en los bosques y montañas del sur de Bolivia, y en el NOA de Argentina. Es un «clavel del aire» gigantesco, el mayor de su género.

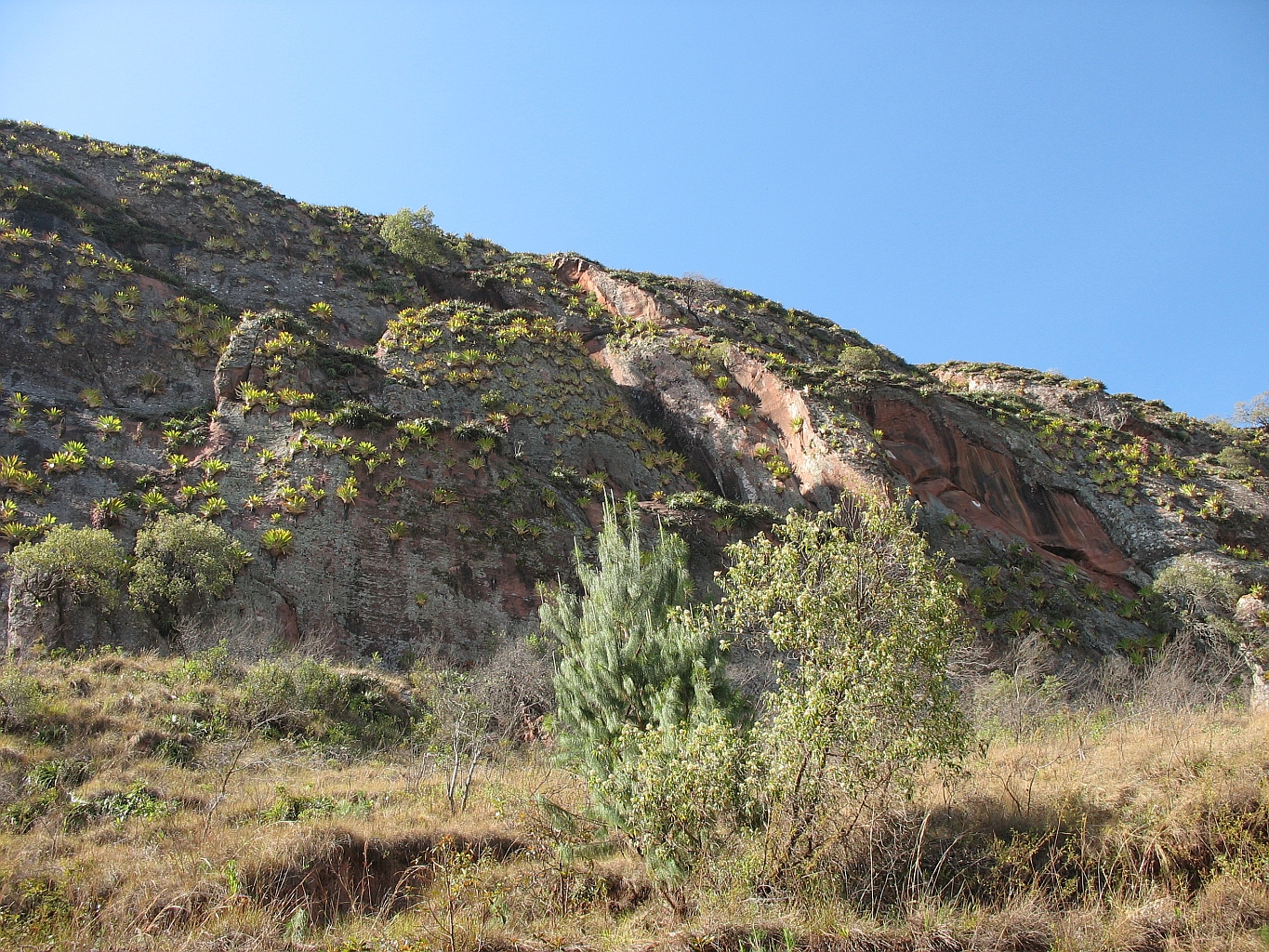
En su hábitat

## Cultivares
- ×Vrieslandsia ‘Arden's Fireworks’
- ×Vrieslandsia ‘Twin Brother’

## Taxonomía
Tillandsia australis fue descrita por Carl Christian Mez y publicado en Repertorium Specierum Novarum Regni Vegetabilis 16: 75. 1919.
Etimología
Tillandsia: nombre genérico que fue nombrado por Carlos Linneo en 1738 en honor al médico y botánico finlandés Dr. Elias Tillandz (originalmente Tillander) (1640-1693).
australis: epíteto latíno que significa "del sur"
Sinonimia
- Tillandsia maxima Lillo & Hauman
- Tillandsia maxima var. densior L.B.Sm.[3][4]

## Nombres comunes
- Clavel gigante, payo, lanza amarilla, bromelia tanque, clavel del aire gigante.